# Atletica leggera maschile ai XIV Giochi paralimpici estivi
Ai XIV Giochi paralimpici estivi di Londra 2012 sono stati assegnati 103 titoli nell'atletica leggera paralimpica maschile.

## Nuovi record
| Nuovo record mondiale in    | 53 specialità: | 100 m T13, 100 m T37, 100 m T38, 200 m T12, 200 m T13, 200 m T34, 200 m T35, 200 m T38, 200 m T44, 200 m T46, 200 m T46, 400 m T12, 400 m T36, 400 m T44, 400 m T45, 800 m T37, 800 m T46, 1500 m T11, Maratona T12, 1500 m T12, 1500 m T13, 1500 m T46, 5000 m T12, 4×100 m T42/T46, 4×400 m T53-T54, Alto F44, Lungo F37, Lungo F44, Triplo F46, Peso F20, Peso F34, Peso F37, Peso F40, Peso F46, Peso F52, Disco F32, Disco F33, Disco F34, Disco F37, Disco F38, Disco F40, Disco F51, Disco F52, Disco F54, Disco F56, Disco F58, Giavellotto F12, Giavellotto F33, Giavellotto F34, Giavellotto F40, Giavellotto F42, Giavellotto F57, Giavellotto F58 |
| Nuovo record paralimpico in | 20 specialità: | 100 m T34, 100 m T36, 100 m T44, 100 m T51, 100 m T53, 200 m T52, 200 m T53, 400 m T13, 400 m T43, 800 m T13, 800 m T36, 1500 m T37, Alto F46, Lungo F20, Peso F33, Peso F38, Peso F55, Peso F58, Disco F44, Giavellotto F44 |

## Risultati delle gare

### Corse
| Specialità | Categoria | Oro | Risultato | Argento                                                                                       | Risultato | Bronzo                                                                                              | Risultato |
| --- | --------- | --- | --------- | --------------------------------------------------------------------------------------------- | --------- | --------------------------------------------------------------------------------------------------- | --------- |
| 100 m | T11       | Lei Xue guida: Lin Wang                                                                                      | 11"17     | Lucas Prado guida: Justino Barbosa dos Santos                                                 | 11"25     | Felipe da Sousa Gomes guida: Leonardo Souza Lopes                                                   | 11"27     |
| 100 m | T12       | Fëdor Trikolič                                                                                               | 10"81     | Mateusz Michalski                                                                             | 10"88     | Yansong Li                                                                                          | 10"91     |
| 100 m | T13       | Jason Smyth                                                                                                  | 10"46     | Luis Felipe Gutierrez                                                                         | 11"02     | Jonathan Ntutu                                                                                      | 11"03     |
| 100 m | T34       | Walid Ktila                                                                                                  | 15"91     | Rheed McCracken                                                                               | 16"30     | Mohamed Hammadi                                                                                     | 16"41     |
| 100 m | T35       | Iurii Tsaruk                                                                                                 | 12"62     | Teboho Mokgalagadi                                                                            | 13"10     | Xinhan Fu                                                                                           | 13"12     |
| 100 m | T36       | Evgenii Shvetcov                                                                                             | 12"08     | Graeme Ballard                                                                                | 12"24     | Roman Pavlyk                                                                                        | 12"26 =   |
| 100 m | T37       | Fanie van der Merwe                                                                                          | 11"51     | Yongbin Liang                                                                                 | 11"51     | Roman Kapranov                                                                                      | 11"56     |
| 100 m | T38       | Evan O'Hanlon                                                                                                | 10"79     | Dyan Buis                                                                                     | 11"11     | Wenjun Zhou                                                                                         | 11"22     |
| 100 m | T42       | Heinrich Popow                                                                                               | 12"40     | Scott Reardon                                                                                 | 12"43     | Wojtek Czyz                                                                                         | 12"52     |
| 100 m | T43 - T44 | Jonnie Peacock (T44)                                                                                         | 10"90     | Richard Browne (T44)                                                                          | 11"03     | Arnu Fourie (T44)                                                                                   | 11"08     |
| 100 m | T46       | Xu Zhao | 11"05     | Raciel Gonzalez Isidoria                                                                      | 11"08     | Ola Abidogun                                                                                        | 11"23     |
| 100 m | T51       | Toni Piispanen                                                                                               | 21"72     | Alvise De Vidi                                                                                | 22"60     | Mohamed Berrahal                                                                                    | 22"97     |
| 100 m | T52       | Raymond Martin                                                                                               | 17"02     | Salvador Hernandez Mondragon                                                                  | 17"64     | Paul Nitz                                                                                           | 17"99     |
| 100 m | T53       | Mickey Bushell                                                                                               | 14"75     | Yufei Zhao                                                                                    | 15"09     | Shiran Yu                                                                                           | 15"20     |
| 100 m | T54       | Leo Pekka Tahti                                                                                              | 13"79     | Yang Liu                                                                                      | 13"92     | Saichon Konjen                                                                                      | 14"10 =   |
| 200 m | T11       | Felipe da Sousa Gomes guida: Leonardo Souza Lopes                                                            | 22"97 =   | Daniel Silva guida: Heitor de Oliveira Sales                                                  | 22"99     | Jose Sayovo Armando guida: Nicolau Palanca                                                          | 23"10     |
| 200 m | T12       | Mateusz Michalski                                                                                            | 21"56     | Fëdor Trikolič                                                                                | 21"81     | Yansong Li                                                                                          | 22"04     |
| 200 m | T13       | Jason Smyth                                                                                                  | 21"05     | Alexey Labzin                                                                                 | 21"95     | Artem Loginov                                                                                       | 22"03     |
| 200 m | T34       | Walid Ktila                                                                                                  | 27"98     | Mohamed Hammadi                                                                               | 28"95     | Rheed McCracken                                                                                     | 29"08     |
| 200 m | T35       | Iurii Tsaruk                                                                                                 | 25"86     | Xinhan Fu                                                                                     | 26"21     | Hernan Barreto                                                                                      | 26"59     |
| 200 m | T37       | Roman Kapranov                                                                                               | 23"10 =   | Guangxu Shang                                                                                 | 23"15     | Omar Monterola                                                                                      | 23"34     |
| 200 m | T38       | Evan O'Hanlon                                                                                                | 21"82     | Dyan Buis                                                                                     | 22"51     | Wenjun Zhou                                                                                         | 22"65     |
| 200 m | T42       | Richard Whitehead                                                                                            | 24"38     | Shaquille Vance                                                                               | 25"55     | Heinrich Popow                                                                                      | 25"90     |
| 200 m | T43 - T44 | Alan Oliveira (T43)                                                                                          | 21"45     | Oscar Pistorius (T43)                                                                         | 21"52     | Blake Leeper (T43)                                                                                  | 22"46     |
| 200 m | T46       | Yohansson Nascimento                                                                                         | 22"05     | Raciel Gonzalez Isidoria                                                                      | 22"15     | Simon Patmore                                                                                       | 22"36     |
| 200 m | T52       | Raymond Martin                                                                                               | 30"25     | Tomoya Ito                                                                                    | 31"60     | Salvador Hernandez Mondragon                                                                        | 31"81     |
| 200 m | T53       | Huzhao Li | 25"61     | Brent Lakatos                                                                                 | 25"85     | Yufei Zhao                                                                                          | 26"00     |
| 400 m | T11       | Jose Sayovo Armando guida: Nicolau Palanca                                                                   | 50"75     | Lucas Prado guida: Laercio Alves Martins                                                      | 51"44     | Gauthier Tresor Makunda guida: Antoine Laneyrie                                                     | 52"45     |
| 400 m | T12       | Mahmoud Khaldi                                                                                               | 48"52     | Hilton Langenhoven                                                                            | 49"04     | Jorge Benjamin Gonzalez Sauceda                                                                     | 50"41     |
| 400 m | T13       | Alexey Labzin                                                                                                | 48"59     | Alexander Zverev                                                                              | 48"83     | Mohamed Amguoun                                                                                     | 49"45     |
| 400 m | T36       | Evgenii Shvetcov                                                                                             | 53"31     | Paul Blake                                                                                    | 54"22     | Roman Pavlyk                                                                                        | 55"18     |
| 400 m | T38       | Mohamed Farhat Chida                                                                                         | 50"43     | Wenjun Zhou                                                                                   | 51"56     | Union Sekailwe                                                                                      | 51"97     |
| 400 m | T43 - T44 | Oscar Pistorius (T43)                                                                                        | 46"68     | Blake Leeper (T43)                                                                            | 50"14     | David Prince (T44)                                                                                  | 50"61     |
| 400 m | T45 - T46 | Gunther Matzinger (T46)                                                                                      | 48"45     | Yohansson Nascimento (T45)                                                                    | 49"21     | Pradeep Sanjaya Uggl Dena Pathirannehelag (T46)                                                     | 49"28     |
| 400 m | T52       | Raymond Martin                                                                                               | 58"54     | Tomoya Ito                                                                                    | 1'00"40   | Thomas Geierspichler                                                                                | 1'04"64   |
| 400 m | T53       | Huzhao Li | 49"70     | Brent Lakatos                                                                                 | 50"17     | Richard Colman                                                                                      | 50"24     |
| 400 m | T54       | Lixin Zhang                                                                                                  | 46"88     | Kenny van Weeghel                                                                             | 47"12     | Chengming Liu                                                                                       | 47"36     |
| 800 m | T12       | Abderrahim Zhiou                                                                                             | 1'56"42   | Egor Sharov                                                                                   | 1'56"65   | David Devine                                                                                        | 1'58"72   |
| 800 m | T13       | Abdellatif Baka                                                                                              | 1'53"01   | David Korir                                                                                   | 1'53"16   | Abdelillah Mame                                                                                     | 1'53"40   |
| 800 m | T36       | Evgenii Shvetcov                                                                                             | 2'05"32   | Artem Arefyev                                                                                 | 2'06"13   | Paul Blake                                                                                          | 2'08"24   |
| 800 m | T37       | Michael McKillop                                                                                             | 1'57"22   | Mohamed Charmi                                                                                | 2'01"45   | Brad Scott                                                                                          | 2'02"04   |
| 800 m | T46       | Gunther Matzinger                                                                                            | 1'51"82   | Samir Nouioua                                                                                 | 1'52"33   | Abraham Tarbei                                                                                      | 1'53"03   |
| 800 m | T52       | Raymond Martin                                                                                               | 2'00"34   | Tomoya Ito                                                                                    | 2'00"62   | Leonardo De Jesus Perez Juarez                                                                      | 2'01"18   |
| 800 m | T53       | Richard Colman                                                                                               | 1'41"13   | Brent Lakatos                                                                                 | 1'41"24   | Joshua George                                                                                       | 1'41"50   |
| 800 m | T54       | David Weir                                                                                                   | 1'37"63   | Marcel Hug                                                                                    | 1'37"84   | Saichon Konjen                                                                                      | 1'38"51   |
| 1500 m | T11       | Samwel Mushai Kimani guida: James Boit                                                                       | 3'58"37   | Odair Santos guida: Carlos Antonio dos Santos                                                 | 4'03"66   | Jason Joseph Dunkerley guida: Josh Karanja                                                          | 4'07"56   |
| 1500 m | T12 - T13 | Abderrahim Zhiou (T12)                                                                                       | 3'48"31   | David Korir (T13)                                                                             | 3'48"84   | David Devine (T12)                                                                                  | 3'49"79   |
| 1500 m | T20       | Peyman Nasiri Bazanjani                                                                                      | 3'58"49   | Daniel Pek                                                                                    | 3'59"45   | Rafal Korc                                                                                          | 3'59"53   |
| 1500 m | T37       | Michael McKillop                                                                                             | 4'08"11   | Brad Scott                                                                                    | 4'14"47   | Mohamed Charmi                                                                                      | 4'14"90   |
| 1500 m | T46       | Abraham Tarbei                                                                                               | 3'50"15   | Wondiye Fikre Indelbu                                                                         | 3'50"87   | Samir Nouioua                                                                                       | 3'51"80   |
| 1500 m | T54       | David Weir                                                                                                   | 3'12"09   | Prawat Wahoram                                                                                | 3'12"32   | Gyu Dae Kim                                                                                         | 3'12"57   |
| 5000 m | T11       | Cristian Valenzuela guida: Cristopher Guajardo                                                               | 15'26"26  | Jason Joseph Dunkerley guida: Josh Karanja                                                    | 15'34"07  | Shinya Wada guida: --                                                                               | 15'55"26  |
| 5000 m | T12       | El Amin Chentouf                                                                                             | 13'53"76  | Abderrahim Zhiou                                                                              | 14'19"97  | Henry Kirwa                                                                                         | 14'20"76  |
| 5000 m | T54       | David Weir                                                                                                   | 11'07"65  | Kurt Fearnley                                                                                 | 11'07"90  | Julien Casoli                                                                                       | 11'08"07  |
| Maratona | T12       | Alberto Suarez Laso guida: --                                                                                | 2h24'50"  | Elkin Alonso Serna Moreno guida: German Naranjo Jaramillo                                     | 2h26'39"  | Abderrahim Zhiou guida: --                                                                          | 2h26'56"  |
| Maratona | T46       | Tito Sena | 2h30'40"  | Abderrahman Ait Khamouch                                                                      | 2h31'04"  | Frederic van der Heede                                                                              | 2h31'38"  |
| Maratona | T54       | David Weir                                                                                                   | 1h30'20"  | Marcel Hug                                                                                    | 1h30'21"  | Kurt Fearnley                                                                                       | 1h30'21"  |
| 4×100 m | T11 - T13 | Russia Evgeny Kegelev (T12) Alexey Labzin (T13) Fëdor Trikolič (T12) Andrey Koptev (T11) Artem Loginov (T13) | 42"66     | Cina Lei Xue (T11) Yizhi Yuan (T12) Yuqing Yang (T12) Yansong Li (T12)                        | 42"68     | Azerbaigian Elchin Muradov (T11) Rza Osmanov (T12) Oleg Panyutin (T12) Vladimir Zayets (T12)        | 43"92     |
| 4×100 m | T42/T46   | Sudafrica Samkelo Radebe (T45) Zivan Smith (T46) Arnu Fourie (T44) Oscar Pistorius (T43)                     | 41"78     | Cina Zhiming Liu (T44) Fuliang Liu (T46) Hexing Xie (T46) Xu Zhao (T45)                       | 42"98     | Germania Markus Rehm (T44) Heinrich Popow (T42) David Behre (T43) Wojtek Czyz (T42)                 | 45"23     |
| 4×400 m | T53 - T54 | Cina Yang Liu (T54) Chengming Liu (T54) Huzhao Li (T53) Lixin Zhang (T54)                                    | 3'05"46   | Thailandia Supachai Koysub (T54) Saichon Konjen (T54) Sopa Intasen (T53) Prawat Wahoram (T54) | 3'13"28   | Australia Richard Nicholson (T54) Natheniel Arkley (T54) Matthew Cameron (T54) Richard Colman (T53) | 3'13"42   |
| record mondiale; record paralimpico; record mondiale stagionale; record africano; record asiatico; record europeo; record nord-centroamericano e caraibico; record sudamericano; record oceaniano; record nazionale; record personale; record personale stagionale. |           | |           |                                                                                               |           | |           |

### Concorsi
| Specialità | Categoria       | Oro                               | Risultato | Argento                            | Risultato | Bronzo                      | Risultato |
| --- | --------------- | --------------------------------- | --------- | ---------------------------------- | --------- | --------------------------- | --------- |
| Salto in alto | F42             | Iliesa Delana                     | 1,74 m    | Girisha Hosanagara Nagarajegowda   | 1,74 m    | Lukasz Mamczarz             | 1,74 m    |
| Salto in alto | F44 - F46       | Maciej Lepiato (F44)              | 2,12 m    | Jeff Skiba (F44)                   | 2,04 m    | Hongjie Chen (F46)          | 2,01 m    |
| Salto in lungo | F11             | Ruslan Katyshev                   | 6,46 m    | Elexis Gillette                    | 6,34 m    | Duan Li                     | 6,31 m    |
| Salto in lungo | F13             | Luis Felipe Gutierrez             | 7,54 m    | Angel Jimenez Cabeza               | 7,14 m    | Radoslav Zlatanov           | 6,81 m    |
| Salto in lungo | F20             | Jose Antonio Exposito Pineiro     | 7,25 m    | Zoran Talic                        | 7,09 m    | Lenine Cunha                | 6,95 m    |
| Salto in lungo | F36             | Roman Pavlyk                      | 5,23 m    | Mariusz Sobczak                    | 5,14 m    | Vladimir Sviridov           | 5,08 m    |
| Salto in lungo | F37 - F38       | Gocha Khugaev (F37)               | 6,31 m    | Yuxi Ma (F37)                      | 6,26 m    | Dyan Buis (F38)             | 6,48 m =  |
| Salto in lungo | F42 - F44       | Markus Rehm (F44)                 | 7,35 m    | Wojtek Czyz (F42)                  | 6,33 m    | Daniel Jorgensen (F42)      | 6,11 m    |
| Salto in lungo | F46             | Fuliang Liu                       | 7,15 m    | Arnaud Assoumani                   | 7,13 m    | Huseyn Hasanov              | 6,53 m    |
| Salto triplo | F11             | Denis Gulin                       | 12,91 m   | Duan Li                            | 12,75 m   | Ruslan Katyshev             | 12,50 m   |
| Salto triplo | F12             | Oleg Panyutin                     | 15,02 m   | Vladimir Zayets                    | 15,01 m   | Hewei Dong                  | 14,20 m   |
| Salto triplo | F46             | Fuliang Liu                       | 15,20 m   | Arnaud Assoumani                   | 14,28 m   | Aliaksandr Subota           | 14,00 m   |
| Getto del peso | F11 - F12       | Andrii Holivets (F12)             | 16,25 m   | Vladimir Andryushchenko (F12)      | 15,21 m   | Russell Short (F12)         | 14,73 m   |
| Getto del peso | F20             | Todd Hodgetts                     | 16,29 m   | Jeffrey Ige                        | 15,50 m   | Muhammad Ziyad Zolkefli     | 15,21 m   |
| Getto del peso | F32 - F33       | Kamel Kardjena (F33)              | 12,14 m   | Karim Betina (F32)                 | 10,37 m   | Mounir Bakiri (F32)         | 9,49 m    |
| Getto del peso | F34             | Azeddine Nouiri                   | 13,10 m   | Mohsen Kaedi                       | 12,94 m   | Thierry Cibone              | 12,86 m   |
| Getto del peso | F37 - F38       | Dong Xia (F37)                    | 17,52 m   | Ibrahim Ahmed Abdelwareth (F38)    | 15,53 m   | Javad Hardani               | 15,43 m   |
| Getto del peso | F40             | Zhiming Wang                      | 14,46 m   | Hocine Gherzouli                   | 12,91 m   | Paschalis Stathelakos       | 12,78 m   |
| Getto del peso | F42 - F44       | Jackie Christiansen (F44)         | 18,16 m   | Darko Kralj (F42)                  | 14,21 m   | Aled Davies (F42)           | 13,78 m   |
| Getto del peso | F46             | Nikita Prokhorov                  | 15,68 m   | Zhanbiao Hou                       | 15,57 m   | Tomasz Rebisz               | 15,01 m   |
| Getto del peso | F52 - F53       | Aigars Apinis (F52)               | 10,23 m   | Mauro Maximo de Jesus (F53)        | 8,68 m    | Scot Severn (F53)           | 8,26 m    |
| Getto del peso | F54 - F55 - F56 | Jalil Bagheri Jeddi (F55)         | 11,63 m   | Karol Kozun (F55)                  | 11,36 m   | Robin Womack (F55)          | 11,34 m   |
| Getto del peso | F57 - F58       | Alexey Ashapatov                  | 16,20 m   | Janusz Rokicki                     | 15,68 m   | Michael Louwrens            | 13,64 m   |
| Lancio del disco | F11             | David Casinos                     | 38,41 m   | Vasyl Lishchynskyi                 | 35,66 m   | Bil Marinkovic              | 34,59 m   |
| Lancio del disco | F32 - F33 - F34 | Yanzhang Wang (F34)               | 49,03 m   | Hani Alnakhli (F33)                | 34,56 m   | Lahouari Bahlaz (F32)       | 22,30 m   |
| Lancio del disco | F35 - F36       | Sebastian Ernst Klaus Dietz (F36) | 38,54 m   | Oleksii Pashkov (F36)              | 37,89 m   | Wenbo Wang (F36)            | 37,87 m   |
| Lancio del disco | F37 - F38       | Javad Hardani (F38)               | 52,91 m   | Dong Xia (F37)                     | 55,81 m   | Tomasz Blatkiewicz (F37)    | 54,02 m   |
| Lancio del disco | F40             | Zhiming Wang                      | 45,78 m   | Paschalis Stathelakos              | 44,11 m   | Jonathan De Souza Santos    | 40,49 m   |
| Lancio del disco | F42             | Aled Davies                       | 46,14 m   | Mehrdad Karam Zadeh                | 44,62 m   | Lezheng Wang                | 42,81 m   |
| Lancio del disco | F44             | Mingjie Gao                       | 58,53 m   | Tony Falelavaki                    | 58,21 m   | Ronald Hertog               | 55,83 m   |
| Lancio del disco | F51 - F52 - F53 | Mohamed Berrahal (F51)            | 12,37 m   | Aigars Apinis (F52)                | 21,00 m   | Mohamed Zemzemi (F51)       | 11,34 m   |
| Lancio del disco | F54 - F55 - F56 | Leonardo Díaz (F56)               | 44,63 m   | Drazenko Mitrovic (F54)            | 32,97 m   | Ali Mohammad Yari (FF56)    | 41,98 m   |
| Lancio del disco | F57 - F58       | Alexey Ashapatov (F58)            | 60,72 m   | Rostislav Pohlmann (F57)           | 46,89 m   | Metawa Abouelkhir (F58)     | 54,19 m   |
| Lancio del giavellotto | F12 - F13       | Pengkai Zhu (F12)                 | 64,38 m   | Sajad Nikparast                    | 63,15 m   | Branimir Budetic            | 56,78 m   |
| Lancio del giavellotto | F33 - F34       | Mohsen Kaedi (F34)                | 38,30 m   | Yanzhang Wang (F34)                | 38,23 m   | Kamel Kardjena (F33)        | 26,40 m   |
| Lancio del giavellotto | F40             | Zhiming Wang                      | 47,95 m   | Ahmed Naas                         | 43,27 m   | Wildan Nukhailawi           | 42,31 m   |
| Lancio del giavellotto | F42             | Yanlong Fu                        | 52,79 m   | Kamran Shokrisalari                | 52,06 m   | Runar Steinstad             | 48,90 m   |
| Lancio del giavellotto | F44             | Mingjie Gao                       | 58,53 m   | Tony Falelavaki                    | 58,21 m   | Ronald Hertog               | 55,83 m   |
| Lancio del giavellotto | F52 - F53       | Alphanso Cunningham (F53)         | 21,84 m   | Abdolreza Jokar (F53)              | 20,72 m   | Mauro Maximo de Jesus (F53) | 20,14 m   |
| Lancio del giavellotto | F54 - F55 - F56 | Luis Alberto Zepeda Felix (F54)   | 28,07 m   | Alexey Kuznetsov (F54)             | 27,87 m   | Manolis Stefanoudakis (F54) | 27,37 m   |
| Lancio del giavellotto | F57 - F58       | Mohammad Khalvandi (F58)          | 50,98 m   | Claudiney Batista dos Santos (F57) | 45,38 m   | Raed Salem (F58)            | 47,90 m   |
| Lancio della clava | F31 - F32 - F51 | Zeljko Dimitrijevic (F51)         | 26,88 m   | Radim Běleš (F51)                  | 26,67 m   | Lahouari Bahlaz (F32)       | 36,31 m   |
| record mondiale; record paralimpico; record mondiale stagionale; record africano; record asiatico; record europeo; record nord-centroamericano e caraibico; record sudamericano; record oceaniano; record nazionale; record personale; record personale stagionale. |                 |                                   |           |                                    |           |                             |           |